# Vouthon
Vouthon – miejscowość i gmina we Francji, w regionie Nowa Akwitania, w departamencie Charente.
Według danych na rok 1990 gminę zamieszkiwało 351 osób, a gęstość zaludnienia wynosiła 34 osób/km² (wśród 1467 gmin regionu Poitou-Charentes Vouthon plasuje się na 671. miejscu pod względem liczby ludności, natomiast pod względem powierzchni na miejscu 815.).